# Sick of It All
Sick of It All é uma banda estadunidense de New York hardcore, formada em 1984 no distrito de Queens, estado de Nova Iorque pelos irmãos Lou Koller (vocais) e Pete Koller (guitarra), além de Armand Majidi (bateria) e Rich Capriano (baixo).

## História
A banda foi formada em 1984 em Queens, Nova Iorque, onde se encontraram com os irmãos Luiz e Pete Koller no porão de seus pais em 1986 para juntar-se baixo Rich Cipriano e Armand Majidi bateria para gravar uma demo . Depois de introduzir um regular em auto CBGB-intitulado EP lançado pela gravadora independente Revelation Records, que foi relançado para comemorar o décimo aniversário do lançamento, em 1997. Em 1989 a banda lançou o primeiro LP, intitulado «Blood, Sweat and No Tears com a Relativity Records, no qual 17 das suas 19 músicas não são superior a 2 minutos de duração. Para apoiar o lançamento, a banda lançou a primeira turnê nacional, durante o qual Majidi deixou a banda para trabalhar com Rest In Pieces, foi substituído por Max Capshaw.
Em 1998, a banda assinou com a gravadora independente Fat Wreck Chords, de propriedade do baixista Fat Mike NOFX. Depois de lançar o single "Potential for a Fall", em 1999, é lançado em fevereiro desse ano o álbum Call to Arms, seguido por Yours Truly, que foi menos aclamado pela crítica.
No início de 2005, Sick Of It All assinado com a Abacus Recordings para gravar Death to Tyrants, lançado em 18 de abril de 2006. Um tributo à banda, intitulado Our Impact Will Be Felt foi lançado em 24 de abril de 2007, e inclui covers de bandas como Bane, Bleeding Through, Bouncing Souls, Hatebreed, Himsa, Madball, Most Precious Blood, Napalm Death, Pennywise , Rise Against, Sepultura, Stretch Arm Strong, Unearth e Walls of Jericho.
Em meados de 2008, Sick Of It All começou a gravar um novo álbum, com data provisória de lançamento no verão de 2009, sob o rótulo de Century Media Records, como esta absorção Abacus Recordings e as bandas que abrigava.

## GTA IV
Em 2008 a banda teve a sua musica Injustice System no jogo GTA IV na rádio fictícia LCHC - Liberty City Hard Core 

## Integrantes
- Lou Koller
- Pete Koller
- Craig Setari
- Armand Majidi

### Ex-integrantes
- Rich Capriano
- Max Capshaw

## Discografia

### Álbuns
| Ano  | Nome                      | Gravadora             | Formato |
| ---- | ------------------------- | --------------------- | ------- |
| 1989 | Blood, Sweat and No Tears | Relativity Records    | CD/LP   |
| 1992 | Just Look Around          | Relativity Records    | CD/LP   |
| 1994 | Scratch the Surface       | East West Records     | CD/LP   |
| 1997 | Built to Last             | East West Records     | CD/LP   |
| 1999 | Call to Arms              | Fat Wreck Chords      | CD/LP   |
| 2000 | Yours Truly               | Fat Wreck Chords      | CD/LP   |
| 2003 | Life on the Ropes         | Fat Wreck Chords      | CD/LP   |
| 2006 | Death to Tyrants          | Abacus Recordings     | CD      |
| 2010 | Based on a True Story     | Century Media Records | CD      |

### EP e compactos
| Ano  | Nome                 | Gravadora          | Formato |
| ---- | -------------------- | ------------------ | ------- |
| 1987 | Sick of It All       | Revelation Records | CD/LP   |
| 1991 | We Stand Alone       | Relativity Records | CD/LP   |
| 1994 | Step Down            | East West Records  | CD      |
| 1996 | Cool as a Mustache   | East West Records  | CD      |
| 1999 | Potential for a Fall | Fat Wreck Chords   | CD      |
| 2000 | Us Vs. Them          | East West Records  | CD      |
| 2000 | Maladjusted          | Mercury Records    | CD      |
| 2003 | Relentless           | Bridge Nine        | LP      |